# Évrard de Frioul
Pour les articles homonymes, voir Éberhard et Évrard.
Évrard de Frioul (aussi écrit Eberhard ou Everard et en latin Everardus, Eberardus ou Ebehardus) ou saint Évrard, né vers 805-810 et mort autour de 866-69 est un personnage militaire, culturel et politique très important de l'Empire carolingien. Il fut nommé duc de Frioul et marquis de Trévise par l'empereur Lothaire, canonisé après sa mort. Les historiens lui donnent différents titres : marquis de Frioul, duc de Frioul, saint Évrard ou simplement Évrard de Frioul. Il est le fondateur de l'abbaye Saint-Calixte à Cysoing. Il serait le fils d'Unroch (aussi appelé Hunrok ou Henri 1), comte de Ternois, issu de la famille des Unrochides et signataire du testament du roi Charlemagne et d'Ingeltrude de Paris, fille de Bègue, comte de Paris. Cependant, certaines sources remettent en question la parenté du marquis de Frioul. Il aurait été marié à Gisèle (vers 820-874), fille de Louis le Pieux et de Judith, avec qui il a dix enfants.
Évrard de Frioul était un homme extrêmement pieux, possédait une immense bibliothèque regroupant divers ouvrages religieux ainsi que des livres de loi, témoignant de sa grande culture ainsi que de ses nombreuses richesses. Ses possessions d'après son testament, vers la fin de sa vie en 867, s'étendaient du Frioul à la Flandre Occidentale, en passant par l'Alémanie et la Lotharingie.
Saint de l'Église catholique romaine, la Saint Évrard est fêtée, surtout localement, le 16 décembre,.

## Famille

### Parenté équivoque
La majorité des sources historiques nous affirment que le père d'Evrard de Frioul était Unroch (ou Hunrok) I, comte de Ternois (aussi appelé Henri I), de la lignée des Unrochides. Une autre source indique que le père d'Évrard aurait été Bérenger, fils du comte Unroch, qui serait donc plutôt le grand-père du marquis de Frioul. Certains historiens donnent comme père à Evrard, Carloman, frère de Charlemagne, ce qui expliquerait la naissance princière et la puissance établie du noble qu'était Évrard de Frioul (mais cela modifierait entre autres choses, son âge, Carloman Ier étant mort en 771). Une majorité d'historiens s'entendent sur le fait que la mère d'Évrard serait Ingeltrude de Paris[réf. nécessaire]. On peut cependant lire à certains endroits que sa mère serait plutôt Buzelin, fille de Didier, roi des Lombards.

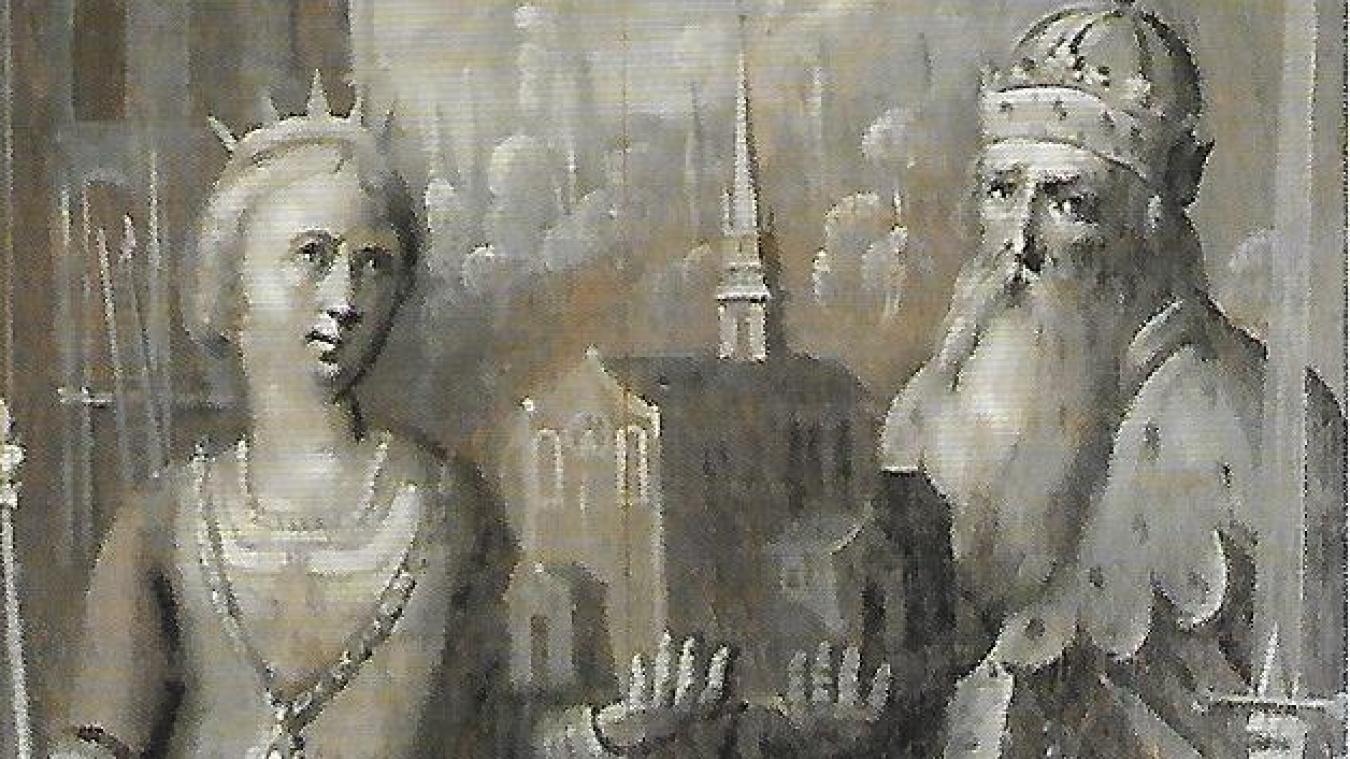
Gisèle, l'église abbatiale et saint Évrard.

### Descendance
Avec Gisèle, fille de Louis le Pieux, il eut les dix enfants suivants, :
- Évrard (vers 837 - † après le 20 juin 840) ;
- Ingeltrude (vers 837/840 - † vers 874) épouse Henri de la Marche († 886), marquis de Neustrie ;
- Unroch III (vers 840 - 874) époux d'Ève de Tours. Il reçut la Lombardie et l'Alémanie par ses droits de naissance, étant l'aîné des fils. Il devient ainsi le troisième Unroch duc de Frioul après la mort de son père ;
- Raoul /Rodolphe († 1er mai 892), abbé laïc de l'abbaye de Cysoing et de l'abbaye Saint-Vaast d'Arras. En 883, le roi Carloman II lui donna l'Artois et le Ternois qui furent saisis à sa mort par le comte Baudouin II de Flandre ;
- Bérenger Ier (vers 840/845 - † 924) époux de Berthe de Spolète, élu roi des Lombards à Pavie en 888. Le jour de Pâques 24 mars 916 à Rome, il est couronné empereur des Romains par le pape Jean X[11] ;
- Adahard († après le 1er juillet 874), abbé de Cysoing ;
- Alpais, morte jeune et inhumée à l'abbaye de Cysoing ;
- Heilwide († après 895), qui épousa vers 874 Huchald de Gouy (850 - † 890) puis peut-être Roger Ier de Laon (v. 867 - † 926) comte de Laon ;
- Gisèle († après 863), nonne à l'abbaye Saint-Sauveur de Brescia ;
- Judith († vers 874), qui épousa Albert II de Thurgovie.

## Biographie

### Jeunesse
Évrard de Frioul fut élevé auprès de l'empereur Charlemagne et de son fils Louis le Pieux. Il fit son éducation à L'École du Palais, fondée par Charlemagne et dirigée par le prêtre Alcuin. Il y apprit le Trivium et le Quadrivium. Il commence donc assez tôt à s'instruire ainsi qu'à former sa piété. C'est sans doute à L'École du Palais que saint Évrard commence à accumuler divers livres qui composeront sa riche bibliothèque dont il parlera avec tant de détails dans son testament.

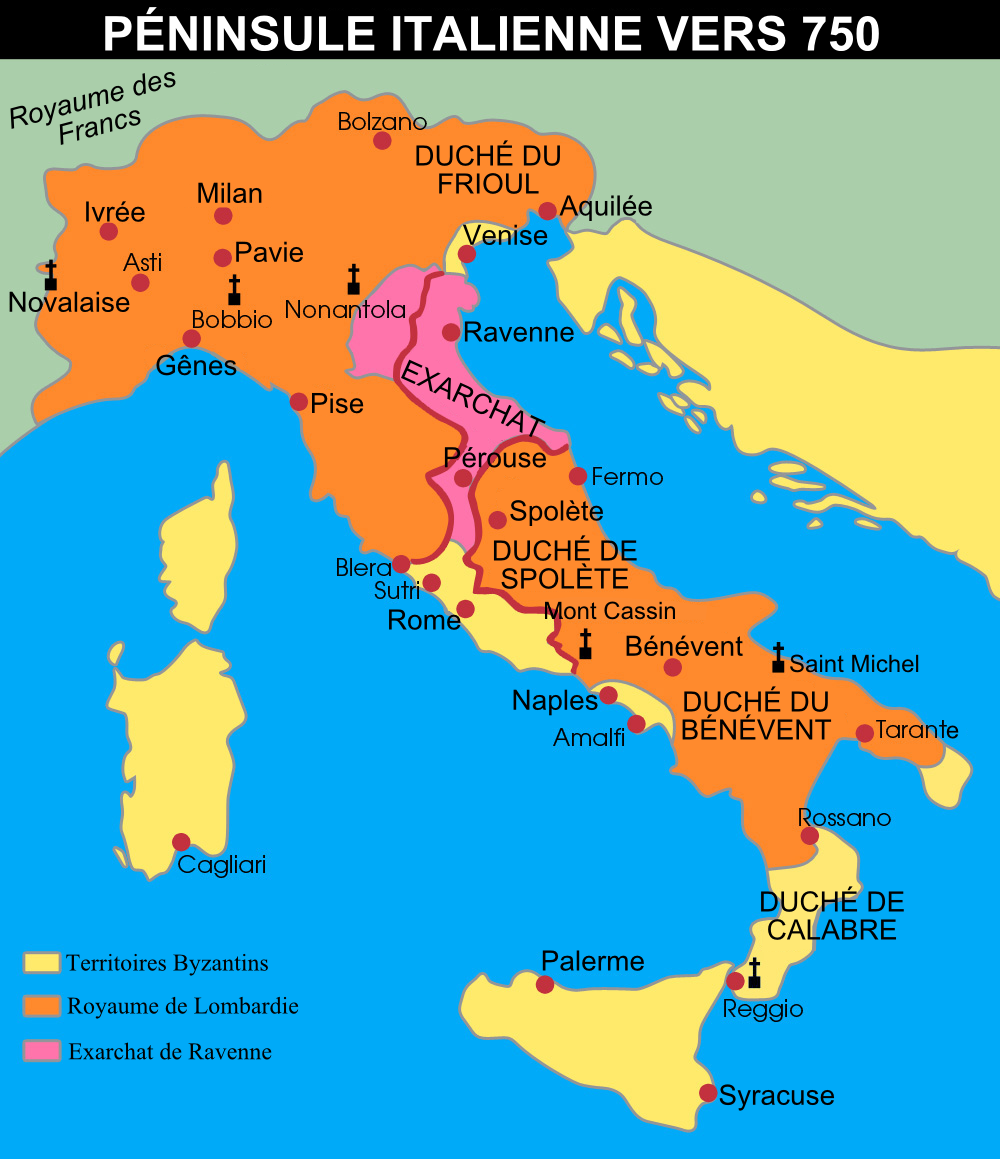
Carte de l'Italie byzantine et lombarde.

### Exploits militaires
Dès que son âge le lui permet, il participe à de nombreuses expéditions militaires : il va chasser les Sarrasins sur les côtes de l'Italie et aide aussi aux guerres contre les peuples Slaves et Avares qui se rebellent contre l'Empire. Au cours de ces expéditions, et grâce à moult services rendus, il se lie d'amitié avec Louis le Pieux, empereur d'Occident. Il est nommé duc de Frioul et marquis de Trévise quelques années plus tard. Les sources sont incertaines quant à qui aurait donné ces titres à Évrard. Il s'agirait soit de Louis le Pieux, empereur, ou de son fils, Lothaire Ier, roi d'Italie et coempereur.
En 840, l'empereur Louis le Pieux meurt et une guerre violente éclate entre les enfants de celui-ci : Lothaire Ier, Louis le Germanique et Charles le Chauve. Évrard de Frioul agit en tant que médiateur à la fin de la guerre en 841 et est envoyé comme médiateur par Lothaire, chargé de faire un partage équitable du territoire.

En 842, il retourne hâtivement à la Marche de Frioul pour combattre les Sarrasins venus d'Afrique. Ces barbares menacent l'Italie et vont même jusqu'à piller Rome en 846. Le duc de Frioul devient un des chefs de la résistance.
« Dans cette lutte contre les ennemis de l'Église, le comte Évrard ne se montrait pas seulement guerrier courageux et chef habile. Il suivait la grande tradition de Charlemagne. Il s'efforçait de convertir les ennemis vaincus. Il leur faisait annoncer l'Évangile et travaillait lui-même à les instruire »
Le marquis de Frioul sort vainqueur de la guerre contre les Sarrasins en 851.

## Testament

### Sa bibliothèque et ses richesses
En 864, Évrard de Frioul rédige un testament avec sa femme Gisèle. Cette archive est un des rares testaments de l'époque carolingienne qui aient été transmis. Et, fait encore plus inusité, c'est un testament de couple. À la lecture de celui-ci, on peut comprendre qu'Évrard et sa femme possédaient une riche collection d'objets précieux : vaisselle, mobilier, objets d'art, bijoux ainsi qu'une impressionnante bibliothèque. Un tel testament nous donne une image claire de l'importance politique du couple d'Évrard de Frioul et de sa femme Gisèle ainsi qu'une fenêtre sur le rythme de vie vécu par le couple.
Évrard possédait d'abord des livres bibliques, des livres sacrés, un Évangile et plusieurs psautiers. Sa bibliothèque comprenait aussi des livres d'exégèse et de patristique, des livres liturgiques, des livres de spiritualité et de morale. À côté de ces ouvrages qui témoignent d'une grande culture religieuse, Évrard possédait des livres historiques et juridiques : le code de Théodose, le bréviaire d'Alaric, une collection de lois franques, ripuaires, lombardes, alamanes et bavaroises ainsi qu'une collection canonique : la bibliothèque d'Évrard était celle d'un haut fonctionnaire qui avait le souci de juger tel que les livres de lois le prescrivaient. Évrard possédait aussi des ouvrages à usage pratique, comme un Livre des gloses, les Synonymes d'Isidore de Séville en trois exemplaires ou encore le traité d'Art militaire de Végèce, un livre de médecine et une cosmographie.
Évrard n'était pas simplement amateur de livres, il était aussi extrêmement instruit pour l'époque. D'abord, avoir une collection d'une cinquantaine d'ouvrages aussi variée à l'époque était signe d'une certaine érudition, mais les relations du marquis avec plusieurs lettrés de l'époque nous le prouvent. Sedius Scottus[Qui ?] lui envoie des poèmes de circonstances, Loup de Ferrières lui fait copier les lois barbares et fait orner le manuscrit des portraits des rois carolingiens, Gottschalk et Anastase le Bibliothécaire trouvent asile à la cour de Frioul.
Dans son testament, le duc de Frioul indique clairement qu'il y a une division entre son propre trésor et celui de sa chapelle.
C'est d'abord leur fils Adalard qui hérite de Cysoing. Puis, après sa mort, c'est leur autre fils Raoul qui devient l'abbé du monastère. Il finit par le léguer à l'Église de Reims et c’est la fin du règne des Hunrochides sur le territoire de Cysoing . Leur fils Bérenger, futur roi d'Italie, reçoit, entre autres, des biens en Condroz et Hesbaye. Parmi ceux-ci, le curtis d'Hildina, que plusieurs auteurs ont identifié comme étant devenu la vieille seigneurie d'Hosdent, aujourd'hui le petit hameau d'Hosdent-sur-Mehaigne.

## Abbaye de Cysoing

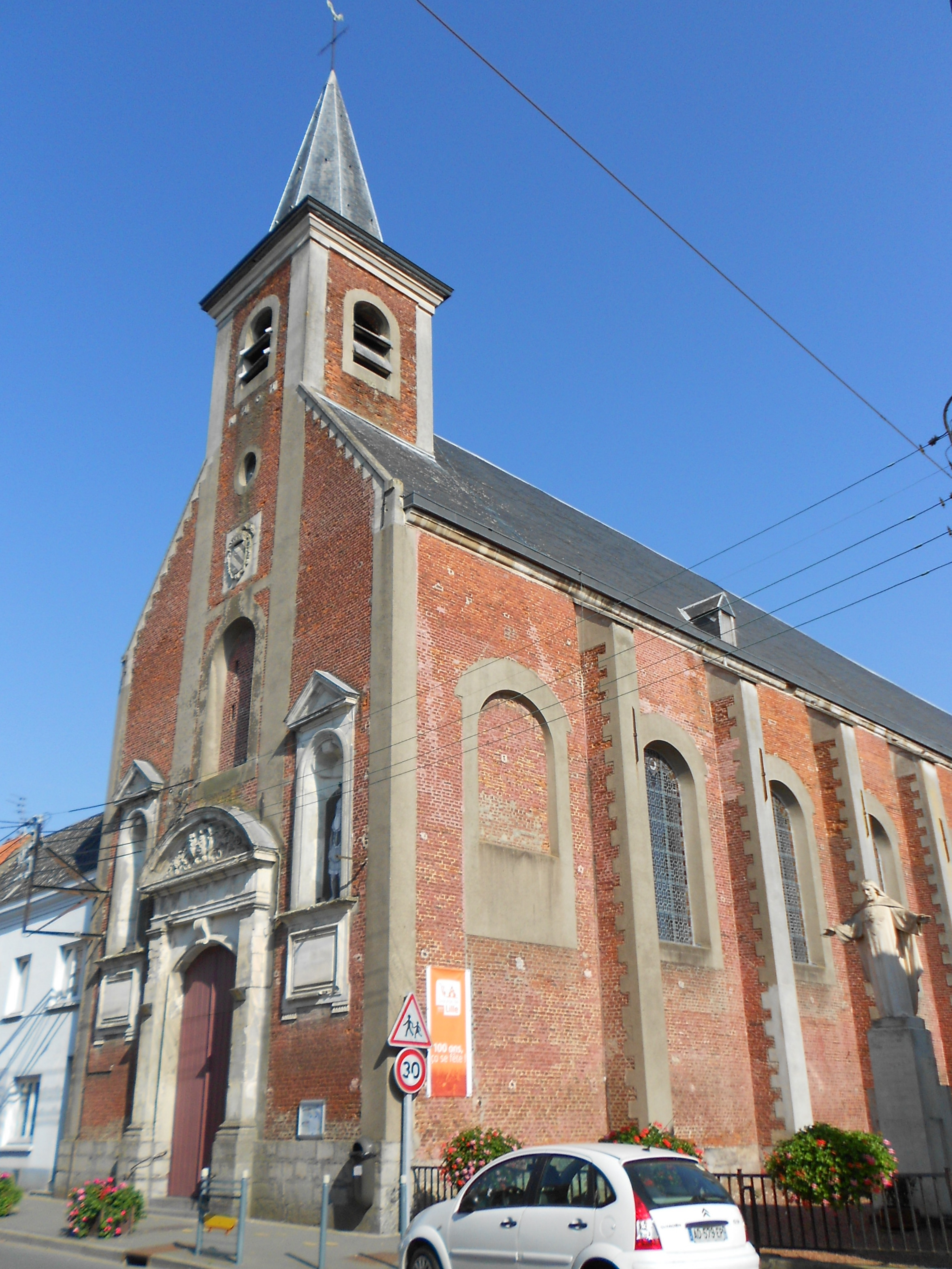
Église St-Calixte St-Évrard à Cysoing.

Vers 833, Évrard de Frioul s'installe avec sa femme Gisèle sur le Fisc Royal de Cysoing, donné par l'empereur Louis le Pieux. Le domaine est déjà connu puisque les reliques de saint Arnoul y sont conservées. Ils font construire un monastère sur le territoire et fondent ce qui fut d'abord l'abbaye de Cysoing et qui devint (lors de l'acquisition des reliques de saint Calixte) l'abbaye Saint-Calixte de Cysoing. Les travaux du monastère sont longs et ils ne se terminent qu'après la mort du marquis de Frioul. Évrard de Frioul et sa femme prirent soin du monastère tout au long de leur vie en y collectionnant de nombreux manuscrits et en faisant de nombreuses donations. Le duc fait entre autres venir de Brescia en 854 les reliques du saint pape Calixte, cadeau du pape Léon IV transporté sur les épaules de fidèles.

## Fin de sa vie
On sait peu de choses sur le reste de la vie d'Évrard de Frioul après sa victoire sur les Sarrasins en 851. En 867, il rédige son testament dans son château à Maniastre, dans son comté de Trévise. Il meurt autour de 866-869 au même endroit. Après la mort de son mari, Gisèle termine la construction du monastère, travail de longue haleine, et entreprend certains aménagements de l'abbaye. Elle exige ensuite que la dépouille de son mari soit rapportée d'Italie pour y être inhumée. Elle y parvient avec l'aide de leur fils Hunroch : Évrard de Frioul est inhumé dans l'église, près de l'autel nouvellement aménagé. En 870 et 874, elle fait connaître son désir d'y reposer après sa mort.